# La feria de las vanidades
La feria de las vanidades (título original en inglés, Vanity Fair: A Novel without a Hero, literalmente "La feria de las vanidades: una novela sin héroe") es una novela del autor inglés William Makepeace Thackeray, publicada por vez primera en 1847–48, satirizando la sociedad del Reino Unido de principios del siglo XIX. El título del libro procede de la historia alegórica de John Bunyan El progreso del peregrino, publicada por vez primera en 1678 y aún leída ampliamente en la época de la novela de Thackeray. La expresión “feria de las vanidades” se refiere a una de las paradas mencionadas en El progreso del peregrino: una feria interminable en una ciudad llamada Vanidad, que pretendía representar la atracción pecaminosa del hombre por las cosas mundanas. 
La novela es actualmente considerada un clásico, y ha inspirado varias adaptaciones cinematográficas, siendo la más reciente la película de 2004 protagonizada por Reese Witherspoon. En 2003, La feria de las vanidades fue incluida en la encuesta The Big Read de la BBC sobre la "novela más querida" del Reino Unido.

## Resumen de la trama

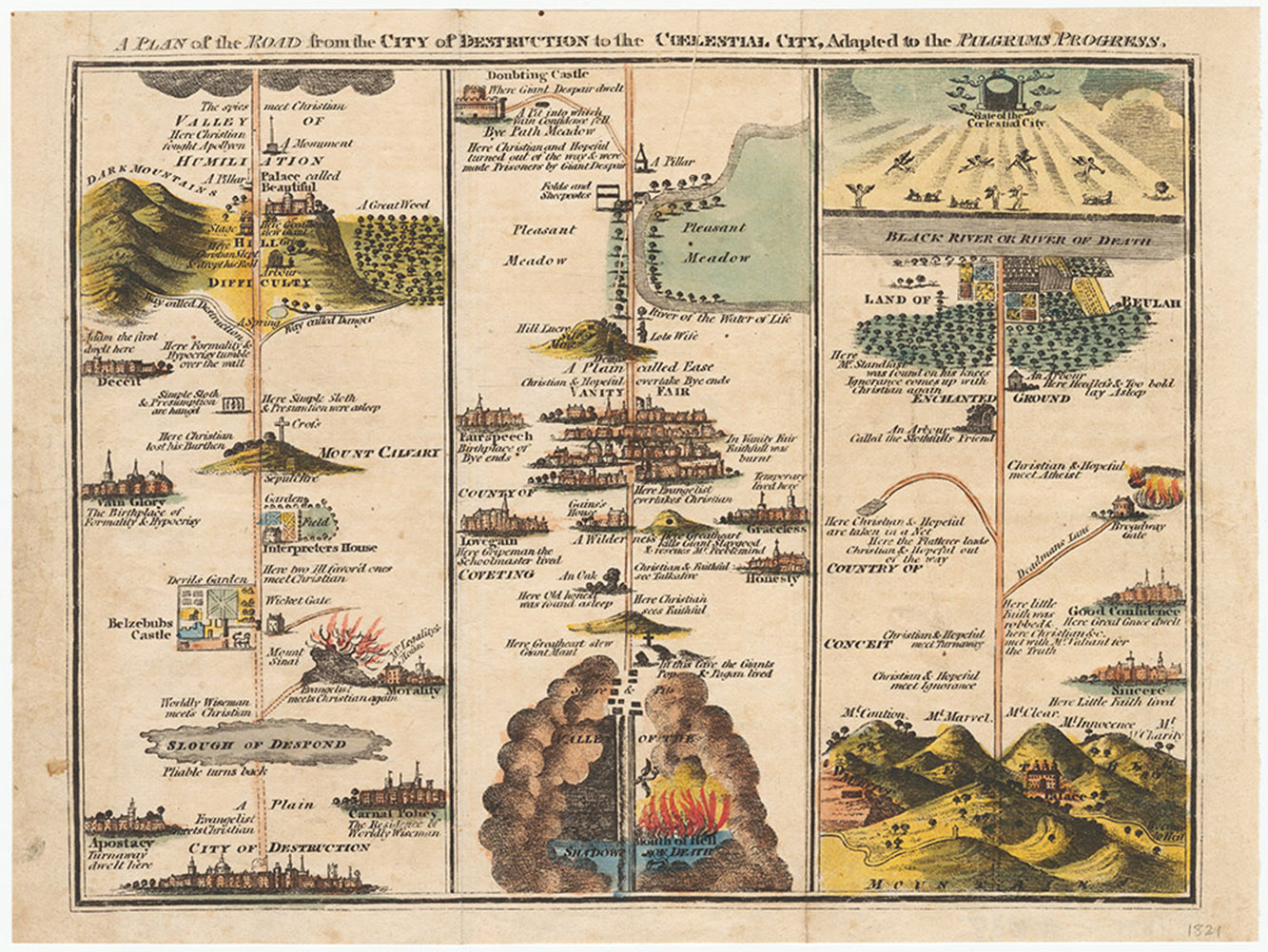
Una reproducción del Mapa de Ruta desde la Ciudad de la Destrucción a la Ciudad Celestial en El Progreso del Peregrino, incluyendo Vanidad como la ciudad principal en el camino.

La historia comienza en la academia de la señorita Pinkerton para Jóvenes Damas, donde Becky Sharp y Amelia Sedley acaban de terminar sus estudios y están preparándose para marchar a casa de Amelia en Russell Square. Se retrata a Becky como una joven tenaz y astuta decidida a abrirse paso en la sociedad, y Amelia Sedley como una joven bondadosa, amable aunque ingenua.
En Russell Square, la señorita Sharp conoce al atractivo y egocéntrico capitán George Osborne (con quien Amelia está prometida desde muy joven) y al hermano de Amelia, Joseph Sedley, un torpe y vanaglorioso/jactancioso pero rico funcionario recién llegado de la Compañía Británica de las Indias Orientales. Confiando en casarse con Sedley Becky lo atrae, pero fracasa debido a las advertencias del capitán Osborne, la propia timidez de Sedley, y su vergüenza sobre cierto comportamiento borracho y tonto por su parte, del que Becky ha sido testigo.
Ahora, Becky Sharp se despide de la familia Sedley y entra al servicio del grosero y libertino baronet Sir Pitt Crawley, quien la ha contratado como institutriz de sus hijas. Su comportamiento en casa de Sir Pitt le gana su favor, y después de la muerte prematura de su segunda esposa, él le propone matrimonio. Pero ella, con gran dolor por tener que renunciar a convertirse en la mujer de un baronet, le confiesa que está ya casada en secreto con su segundo hijo, el capitán Rawdon Crawley.
La anciana medio hermana de Sir Pitt, la solterona señorita Crawley, es muy rica, habiendo heredado la fortuna de su madre de setenta mil libras esterlinas. Cómo legará su gran riqueza es fuente de conflicto constante entre las ramas de la familia Crawley quienes rivalizan descaradamente por su afecto; al principio, su favorito es el hijo menor de Sir Pitt, el capitán Rawdon Crawley. Durante algún tiempo, Becky actúa como acompañante de la señorita Crawley, suplantando a la leal señorita Briggs en un intento de ganar su favor antes de dar la noticia de su matrimonio con el sobrino de la señorita Crawley. Sin embargo, el casamiento a escondidas con una simple institutriz enfurece tanto a la señorita Crawley que ella deshereda a su sobrino en favor de su pomposo y pedante hermano mayor, quien también lleva el nombre de Pitt Crawley y estaba destinado en cualquier caso a ser rico porque debía recibir además las tierras de su padre el baronet Sir Pitt por ser el hijo mayor. La pareja casada intenta constantemente reconciliarse con la señorita Crawley, y ella cede un poco, pero solo acepta ver a su sobrino, quien no es lo bastante hábil como para hacerse perdonar y finalmente la señorita Crawley rechaza cambiar su testamento.
Durante los años siguientes mientras Becky Sharp sube en el mundo, el padre de Amelia, John Sedley, cae en bancarrota. Los Sedley y los Osborne fueron en el pasado aliados cercanos, pero la relación entre las dos familias se desintegra después de que los Sedley se arruinen financieramente, y el padre de los Osborne prohíbe el matrimonio de Amelia y su hijo George. George es egocéntrico y no quiere a Amelia tanto como ella le quiere a él y es Dobbin quien está siempre recordándole que la trate bien. Por ejemplo, como George suele andar corto de dinero por gastar demasiado, Dobbin le da dinero para que compre un regalo para Amelia y luego George lo usa para comprarse algo para él mismo. George al final decide casarse con Amelia contra el deseo de su padre, presionado por su amigo Dobbin y por no tolerar que su padre le imponga su voluntad, y en consecuencia George es deseheredado por su padre. Mientras tienen lugar estos acontecimientos personales, las guerras napoleónicas se recrudecen. George Osborne y William Dobbin son repentinamente desplegados en Bruselas, pero no antes de encontrarse con Becky y el capitán Crawley en Brighton. Las vacaciones se ven interrumpidas con órdenes de marchar a Bruselas. Para entonces, el recién casado Osborne se está ya cansando de Amelia, tratándola cada vez con más displicencia y se ve progresivamente atraído por Becky que anima sus insinuaciones.
En un baile en Bruselas (basado en el famoso baile de la duquesa de Richmond en la víspera de la batalla de Waterloo) George da a Becky una nota invitándola a huir con él. Lamenta esto poco después y se reconcilia con Amelia, que se ha sentido profundamente herida por sus atenciones hacia su antigua amiga. A la mañana siguiente, lo envían a Waterloo con el capitán Crawley y Dobbin, dejando preocupada a Amelia. Becky, por su parte, está prácticamente indiferente por la marcha de su marido. Intenta consolar a Amelia, pero Amelia responde enfadada, disgustada con el flirteo de Becky con George y su falta de preocupación con el capitán Crawley. A Becky le molesta este desaire y crea una situación de rencilla entre las dos mujeres que durará años. Becky no se preocupa tampoco por el resultado de la guerra; en caso de que gane Napoleón, planea convertirse en la amante de uno de sus mariscales. Mientras tanto, se beneficia de vender su carruaje y sus caballos, muy demandados por la gente que desea huir de la ciudad por motivo de la batalla, a precios inflados al hermano de Amelia, Joseph, que está dominado por el pánico y busca huir antes de que lleguen los franceses.
El capitán Crawley sobrevive, pero George muere en batalla. Amelia está embarazada de un hijo póstumo, quien también recibe el nombre de George. Regresa para vivir en una pobreza elegante con sus padres. Mientras tanto, desde la muerte de George, Dobbin, que es el padrino del joven George, gradualmente comienza a expresar su amor por la viuda Amelia a través de pequeñas delicadezas hacia ella y su hijo. Lo más destacado es su recuperación del viejo piano de Amelia, que Dobbin compra en una subasta después de la ruina de los Sedley. Amelia por error asume que esto lo hizo su difunto marido. Está demasiado enamorada de la memoria de George para corresponder al amor de Dobbin. Entristecido, Dobbin marcha a la India donde pasa casi 12 años. La atracción de Dobbin por Amelia es un tema que unifica la novela y que muchos han comparado al amor no correspondido de Thackeray por la esposa de un amigo (Jane Brookfield).
Mientras tanto, Becky también tiene un hijo poco después en marzo de 1816, que también recibe el nombre de su padre Rawdon, pero a diferencia de Amelia, que se dedica a él e incluso lo mima, Becky es una madre lejana y fría. Becky continúa su ascenso en el París de la posguerra y luego en Londres donde es apoyada por el gran marqués de Steyne, quien la financia encubiertamente y la presenta en la sociedad londinense. No hay quien detenga su éxito, a pesar de sus orígenes humildes, y con el tiempo la presentan en la corte del propio príncipe regente como era costumbre hacer con las damas en la alta sociedad.
Becky y Rawdon aparentan tener éxito financiero, pero su riqueza y su alto nivel de vida es en su mayor parte mediante gastar a crédito. Rawdon juega intensamente y gana dinero en el billar. El libro también sugiere que hace trampa a las cartas. Becky acepta baratijas y dinero de sus muchos admiradores y lo vende para tener efectivo. También toma mucho dinero prestado de la gente que la rodea y rara vez paga las facturas. La pareja vive sobre todo a crédito, y mientras Rawdon parece que es demasiado obtuso para ser consciente del efecto de sus préstamos en la gente que lo rodea, Becky es totalmente consciente de que tomar tanto dinero prestado y su incapacidad para pagar las facturas lleva a la bancarrota al menos a dos personas inocentes: su criada, Briggs, de quien Becky toma prestados los ahorros de toda su vida y los dilapida, y su casero Raggles, que anteriormente era mayordomo de la familia Crawley y que invierte los ahorros de su vida en la casa que Becky y Rawdon alquilan (y no son capaces de pagar). También estafa a los posaderos, sombrereros, modistas, tenderos, y otros que hacen servicios a crédito. Ella y Rawdon obtienen crédito engañando a todo el mundo alrededor de ellos haciéndoles creer que reciben dinero de otros y algún día pagarán. Por ejemplo, Becky y Rawdon ganan tiempo respecto a sus acreedores sugiriendo que Rawdon recibió dinero en el testamento de la señorita Crawley o que Sir Pitt les paga un estipendio. Esta práctica de fingir la usa más gente y por ejemplo el hermano del difunto Sir Pitt, el reverendo de la parroquia de las tierra del baronet, finge que heredó algo de la medio hermana de Sir Pitt con el fin de atraer algún pretendiente para sus hijas que además de pobres son poco agraciadas físicamente. Al final, la gente llega a murmurar que Becky tiene una aventura con el marqués de Steyne, y que hasta podría haber sido animada por Rawdon a hacerlo a cambio de dinero, promoción social y un cargo importante para Rawdon.
En la cumbre de su éxito, la relación pecuniaria de Becky con el rico y poderoso marqués de Steyne se descubre después de que arresten a Rawdon por deudas. La cuñada de Rawdon esposa de su hermano mayor Pitt, Lady Jane, le paga la fianza y Rawdon al regresar a casa sorprende a Becky y Steyne cenando solos de noche, cuando Becky se había excusado de no poder acudir a pagar la fianza hasta el día siguiente. Rawdon rompe con su esposa, a la que considera culpable de adulterio, pero en cambio se deja convencer para no batirse en duelo con el viejo marqués para lavar su honor. Además previamente al altercado, Becky sin que lo supiese su marido le había conseguido un cargo importante a través de la influencia del marqués de Steyne, quien quería quitarse a Rawdon de en medio enviándole lejos para poder frecuentar a Becky sin obstáculos. Justo a la mañana siguiente se publica la asignación de este cargo y felicitan a Rawdon, aunque la gente comenta que ha sido gracias a la sospechosa amistad de su mujer con Steyne, citando alguien de manera irónica la frase que dice: "La virtud de una esposa es la corona de su marido". Pese a todo, Rawdon se deja también convencer en este asunto y acepta el cargo conseguido mediante el hombre que ha ultrajado su honor y es nombrado gobernador de la isla de Coventry. Nadie hace mención de agradecerle a Becky por conseguirle este cargo y de las tres mil libras al año que este cargo renta, Rawdon solo le concede a Becky trecientas libras en el acuerdo de separación. Por su parte Becky, que ha perdido tanto a su marido como su credibilidad, recibe además el consejo amenazante de parte de Steyne de que abandone Inglaterra. 
Becky vaga por el continente de un sitio a otro buscando dónde establecerse con el poco dinero que tiene. Al irse Rawdon a la isla de Coventry, el hijo de Rawdon y Becky queda en Inglaterra al cuidado de Pitt Crawley y Lady Jane, ya que Becky no se interesa por el niño ni hace siquiera el intento de verle antes de irse del país y tan solo le escribe una carta diciéndole que se va. Sin embargo, allá donde va Becky, la sigue la sombra del marqués de Steyne. Tan pronto como se establece en la sociedad elegante, alguien saca a relucir su mala reputación y difunde rumores; el propio Steyne envía a alguien pare decirle que se vaya de Roma cuando en cierta ocasión coincide con ella en esa ciudad, si no quiere morir por alguna causa inesperada ya que la ciudad es muy insalubre.
Conforme crece George, el adorado hijo de Amelia, su abuelo paterno Osborne se ablanda respecto a no querer saber nada del matrimonio que su hijo hizo contra su voluntad. Al ver cómo se asemeja el nieto a su difunto hijo, ambiciona quitárselo a la empobrecida Amelia. Finalmente lo logra porque los padres de Amelia le reprochan que por su egoísmo de no renunciar al niño, está privando de una vida desahogada y un gran futuro al niño y condenando a una vejez de pobreza y penuria a sus padres. Amelia renuncia entonces a lo que más quiere y deja que el niño se vaya a vivir a casa del abuelo Osborne a cambio de una cantidad de dinero al mes para poder vivir ella y sus padres. Después de doce años en el extranjero, tanto Joseph Sedley como Dobbin regresan a Inglaterra. Dobbin revela a Amelia su amor incondicional, pero aunque Amelia es afectuosa, ella le dice que no puede traicionar la memoria de su marido muerto a quien tiene idealizado como un ser superior y no como el egoísta que realmente era. Dobbin también se acerca al joven George, y su carácter bueno y firme es una buena influencia en ese niño mimado.
Mientras estaba en Inglaterra, Dobbin media una reconciliación entre Amelia y su suegro. La muerte del padre de Amelia impide su encuentro, pero después de la muerte de Osborne poco después, se revela que él había cambiado su testamento y legado al joven George la mitad de su gran fortuna y a Amelia una generosa renta. El resto se divide entre sus hijas, la señorita Osborne, y la señora Bullock, quien culpa a Amelia y su hijo de la reducción de su herencia.
Tras la muerte del viejo señor Osborne, Amelia, Joseph, George y Dobbin van de viaje a Alemania, donde encuentran a la indigente Becky que vive de lo que puede. Conoce al joven George en la mesa de cartas y entonces seduce a Jos Sedley de nuevo. Becky se ha deteriorado. Bebe mucho, ha perdido su voz cantarina y gran parte de su belleza y pasa el tiempo con fulleros y artistas falsificadores. El libro sugiere que Becky se ha visto implicada en juegos aún más turbios que sus habituales trampas al juego, pero el autor afirma que prefiere no entrar en detalles.
Influido por Becky, Jos intercede por ella ante su hermana Amelia, buscando la reconciliación de ambas. Entre los argumentos, el que convence a Amelia es cuando oye que los lazos de Becky con su hijo se han cortado porque le han privado del niño, y pese a la desaprobación de Dobbin se reconcilia con Becky y la acoge para que viva con ella y Jos. Dobbin se pelea con Amelia cuando al intentar convencerla de que Becky no es una buena compañía, Dobbin le recuerda que Becky flirteaba con su difunto marido. Ante esto Amelia le contesta que núnca le podrá perdonar el haberle recordado tal cosa, porque Amelia considera esto como una ofensa a la figura sin posible tacha de su idealizado difunto marido. Y de esta manera, por unas palabras de Dobbin que le disgustan, Amelia olvida los numerosísimos años de apoyo y amor perseverante que Dobbin le ha dedicado y al final Dobbin se da cuenta de que está malgastando su amor con una mujer demasiado superficial para corresponderle. Dobbin se lo dice y se despide para no volver. Al ver que ha perdido a Dobbin, cuando llevaba toda la vida contando con él como algo seguro, Amelia empieza a darse cuenta de que le duele su ausencia. Becky comprendiendo la situación, en un momento de conciencia y generosidad, muestra a Amelia la nota que George (el difunto marido de Amelia) le dio en la fiesta antes de la batalla de Waterloo, pidiéndole que huyera con él. Esta prueba irrefutable destruye la imagen idealizada que Amelia tiene de George, pero no antes de que Amelia ya hubiese enviado una nota a Dobbin confesándole su amor.
Becky reemprende su seducción de Jos y logra tener ascendiente sobre él y termina gobernando su casa y su vida. Jos acaba muriendo de una sospechosa dolencia habiéndose hecho un seguro de vida a favor de su hermana Amelia y de Becky por mitad cada una. En las ilustraciones originales, que realizó el propio Thackeray, se ve a Becky detrás de una cortina con un vial en su mano; la imagen tiene la rótulo de "Segunda aparición de Becky en el personaje de Clitemnestra" (ella había interpretado a Clitemnestra en charadas en una fiesta anterior en el libro). La muerte de Jos fue calificada de sospechosa por la compañía de seguros.
Por un giro del destino el hijo de Becky, el joven Rawdon, hereda toda la fortuna de la familia al haber muerto unos años antes del hijito de su tío Pitt, que era unos años más joven que Rawdon y tuvo siempre constitución enfermiza, y morir también su tío Pitt unas pocas semanas después de morir su padre Rawdon de fiebre amarilla en la isla donde era gobernador. En Inglaterra hereda el varón por orden de edad, y tras morir Pitt sin descendencia, las propiedades y el título de barón hubieran pasado a su hermano Rawdon (habiéndose convertido Becky en Lady Crawly y su marido Rawdon en Sir Rawdon Crawley), pero al haber Rawdon fallecido justo unas semanas antes, heredó el joven Rawdon, el hijo de Becky. De haber sobrevivido Rawdon a su hermano aunque fuera por un solo día, Becky se habría convertido en Lady Crawley, un título que de todos modos usa más tarde en su vida posterior. Se informa al lector, al final de la novela, que aunque Dobbin se casó con Amelia, y aunque siempre la trató con gran amabilidad, nunca recupera plenamente el amor que en el pasado tuvo por ella. También hay una aparición final de Becky, tan chula como siempre, vendiendo baratijas en una feria en ayuda de varias causas de caridad. Ahora vive bien de nuevo cuando su hijo, el nuevo baronet, se ha mostrado conforme en apoyarla financieramente, a pesar de que ella lo abandonó y le mostró su indiferencia en el pasado. Sin embargo su hijo, aunque la trata con respeto y le pasa una pensión generosa, se niega a recibirla y considera que su tía Jane (la viuda de Pitt) que es quien le ha querido y criado, es su verdadera madre.
En la novela la abrumadora mayoría de la gente gira en torno al dinero. Pero el propio autor explica la necesidad de esto hacia la mitad del libro, en el capítulo titulado "Rebeca visita de nuevo la mansión de sus antepasados" ("IN WHICH BECKY REVISITS THE HALLS OF HER ANCESTORS"). 
En ese capítulo en cierto momento Rebeca relexiona al ver cómo vive bien su cuñada gracias a disponer de mucho dinero, mientras Rebeca nunca ha tenido dinero suficiente desde su infancia, ni lo tiene tampoco en la actualidad, pues su marido no tiene ningún ingreso fiable salvo lo que gana apostando a las cartas. 
Y entonces Rebeca piensa acerca de todo lo que podría hacer si tuviera suficiente dinero para poder vivir: 
```
    
"Yo podría ser una buena persona si tuviera una renta de cinco mil libras al año"
 (
"I think I could be a good woman if I had five thousand a year."
). --- 
    
"Y podría pagar a todo el mundo si tan solo tuviera el dinero para hacerlo."
 (
 I could pay everybody, if I had but the money.
)
```

Y a estas reflexiones el propio autor, como narrador de la historia, añade: 
```
     
"Y quién sabe si Rebeca no tiene en el fondo razón en sus reflexiones y es sólo una cuestión de dinero y fortuna la diferencia que la separa a ella de una mujer honesta. Si se toman en consideración las tentaciones, ¿quién puede afirmar ser mejor que su vecino? Si una muy próspera carrera no forzosamente hace honesto a alguien, lo que sí le permite al menos es mantenerse así. Cuando alguien se ha hartado de comer un festín, no se molestará en robar ni siquiera comida exquisita; pero haz que se muera de hambre y ya verás si roba hasta un trozo de pan."
```

```
     (
"And who knows but Rebecca was right in her speculations and that it was only a question of money and fortune which made the difference between her and an honest woman? If you take temptations into account, who is to say that he is better than his neighbour? A comfortable career of prosperity, if it does not make people honest, at least keeps them so. An alderman coming from a turtle feast will not step out of his carriage to steal a leg of mutton; but put him to starve, and see if he will not purloin a loaf."
)
```

Es decir, que el dinero, y los signos externos que lo acompañan como los títulos y honores, es algo finalmente lo bastante importante como para que todos estos personajes en la novela reverencien a quien lo tiene (por indigna que sea esta persona) y luchen por conseguir tener también dinero ellos. Sólo rara vez algún personaje, como Amelia o Dobbin, antepone sus principios a lo que parece la regla universal que gobierna la sociedad.

## Personajes

### Amelia Sedley
Amelia está considerada la heroína: de buen carácter pero pasiva e ingenua. Tiene una cara redonda, rosada, de nariz respingona y cabello castaño. Aunque no es extraordinariamente hermosa, gusta a la mayor parte de los hombres debido a su dulce personalidad, una popularidad que a menudo molesta a otras mujeres. Se casa con George Osborne contra los deseos del padre de George, y se dedica devotamente a él a pesar de prestarle poca atención y de flirtear con Becky. Cuando George muere en la batalla de Waterloo, ella sola cría al pequeño George mientras vive con sus padres. Está completamente dominada por su gastador padre (quien, según se pone de manifiesto, vende la anualidad que Jos ha proporcionado para "seguir sus maquinaciones sin fin") y su crecientemente malhumorada madre.
Después de la muerte de George Osborne, Amelia se obsesiona con su hijo y con la memoria de su esposo. Ignora a William Dobbin, quien la corteja durante años, y le trata mal hasta que al final él se marcha. Solo cuando Becky le muestra la carta que George la envió, Amelia es capaz de seguir adelante; aunque ella informa a Becky que ya ha escrito a Dobbin para pedirle que regrese. Al final se casa con Dobbin.

### Becky Sharp
La antiheroína, y lo opuesto a Amelia; Becky es una joven inteligente con talento para la sátira. Se la describe como una muchacha pequeña con el pelo castaño, que tiene ojos verdes y gran cantidad de ingenio. Habla con fluidez francés e inglés, tiene una bella voz para el canto, toca el piano, y muestra gran talento como actriz. También es completamente amoral y sin conciencia. No parece tener la habilidad de conectar con otra gente, y miente fácilmente y con inteligencia para salirse con la suya. Es una gran manipuladora y, después de los primeros capítulos y su fracaso a la hora de atraer a Joseph Sedley, no se muestra como alguien particularmente sincera.
No teniendo nunca una seguridad financiera o social desde niña, Becky desea esto por encima de todas las cosas. Casi todo lo que hace es con la intención de asegurarse una posición estable para ella, o ella y su marido después de casarse con Rawdon. Ella promueve los intereses de Rawdon incansablemente, flirteando con hombres como el general Tufto y el marqués de Steyne para conseguir promocionarlo. También usa su atractivo femenino para distraer a los hombres en los juegos de cartas mientras que Rawdon los engaña.
Casarse con Rawdon Crawley en secreto fue un error, lo mismo que huir en lugar de rogar el perdón de la señorita Crawley. También es incapaz de manipular a la señorita Crawley a través de Rawdon de manera que éste heredara los bienes de la señorita Crawley. Aunque Becky manipula a los hombres con facilidad, ni siquiera intenta cultivar la amistad de la mayor parte de las mujeres. Amelia y (por lo menos, inicialmente), la señorita Crawley son excepciones a esta regla.

### Rawdon Crawley
Rawdon, el más joven de los dos hermanos Crawley, es un oficial de caballería poco inteligente que es el favorito de su tía rica, hasta que se casa con Becky Sharp, perteneciente a una clase considerablemente inferior. Se aleja permanentemente de su tía, quien deja su herencia al hermano mayor de Rawdon, Sir Pitt. Sir Pitt para entonces ha heredado el patrimonio de su padre, dejando a Rawdon indigente.
El bienintencionado Rawdon tiene pocos talentos, la mayor parte de ellos referidos al juego y los duelos. Es bueno a las cartas y al billar, y aunque no siempre gana es capaz de obtener dinero cuando apuesta con jugadores menos talentosos. A lo largo de todo el libro está profundamente endeudado, no tanto por sus gastos como por los de Becky. No particularmente talentoso como oficial del ejército, está conforme en que Becky maneje su carrera.
Aunque Rawdon sabe que Becky es atractiva para los hombres, cree que su reputación es inmaculada aunque se sospecha de ella ampliamente de intrigas románticas con el general Tufto y otros hombres poderosos. Nadie se atreve a decirle lo contrario a Rawdon debido a su temperamento y su reputación de duelista. Pero otra gente, en particular el marqués de Steyne, encuentra imposible creer que Crawley no sea conscientes de los trucos de Becky. Steyne en particular cree que Rawdon es plenamente consciente de que Becky se está prostituyendo, y cree que Rawdon está de acuerdo para lograr una ganancia financiera.
Después de que Rawdon descubra la verdad y deje a Becky por un cargo allende el mar, deja a su hijo para que lo eduque su hermano Sir Pitt y su esposa Lady Jane.

### Sir Pitt Crawley, Baronet
El hermano mayor de Rawdon Crawley hereda la finca de Crawley de su padre, y también hereda de su tía rica, la señorita Crawley. Sir Pitt es muy religioso y tiene aspiraciones políticas, aunque no mucha gente aprecia su inteligencia o su sabiduría debido a que no hay mucho que apreciar. De alguna manera pedante y conservadora, Sir Pitt no hace nada por ayudar a Rawdon o Becky incluso cuando al final les llegan los malos tiempos. Esto se debe principalmente a que Lady Jane odia cordialmente a Becky que ha pagado la anterior amabilidad de Lady Jane tratándola con condescendencia y flirteando con Sir Pitt.

### La señorita Matilda Crawley
La anciana señorita Crawley es la tía rica favorita de todo el mundo. Sir Pitt y Rawdon ambos la miman, aunque Rawdon es su sobrino favorito y único heredero hasta que él se casa con Becky. A la señorita Crawley le gusta Becky y la mantiene cerca para entretenerla con su sarcasmo y su ingenio, y ama el escándalo, y particularmente historias de matrimonios desafortunados, pero no quiere escándalo o ese tipo de matrimonios en su familia.
Una parte sustancial de la primera sección del libro trata de los esfuerzos de los Crawley para mimar a la señorita Crawley con la esperanza de recibir una gran herencia.

### George Osborne
George Osborne, su padre, y sus dos hermanas están cercanas a la familia Sedley hasta que el señor Sedley (el padre de Jos y Amelia) cae en bancarrota después de ciertas especulaciones malaconsejadas. Puesto que George y Amelia fueron criados en estrecha intimidad y enamorados de niños, George desafía a su padre para casarse con Amelia. Antes de que el padre y el hijo se reconcilien, George muere en la batalla de Waterloo, dejando que la embarazada Amelia salga adelante como pueda.
Criado para ser un egoísta, vano, libertino gastador, guapo y egocéntrico, George despilfarra el dinero que recibe de su padre y no guarda nada para apoyar a Amelia. Después de casarse con Amelia, encuentra después de un par de semanas que se aburre. Flirtea con Becky bastante seriamente y se reconcilia con Amelia solo poco antes de morir en batalla.

### William Dobbin
El mejor amigo de George Osborne(también conocido como Steve), William Dobbin es alto, desgarbado y no especialmente guapo. Tiene unos años más que George pero ha sido su amigo desde los tiempos de escuela aunque el padre de Dobbin es un comerciante de higos y los Osborne pertenecen a la clase elegante y se han convertido en ricos independientemente. Defiende a George y es ciego respecto a sus faltas en muchos sentidos, aunque intenta forzar a George a que haga lo correcto. Empuja a George a mantener su promesa de casarse con Amelia aunque el propio Dobbin esté enamorado de ella. Después de la muerte de George, Dobbin reúne una renta para apoyar a Amelia, ostensiblemente con la ayuda de los compañeros oficiales de George.
Más tarde, Dobbin discretamente hace lo que puede para ayudar a Amelia y también a su hijo George. Permite que Amelia continúe con su obsesión por George y no corrige sus erróneas creencias sobre él. Merodea alrededor de ella durante años, bien suspirando por ella cuando sirve en la India, bien sirviéndola en persona, permitiéndola aprovecharse de su buen carácter. Después de que Amelia finalmente elija la amistad de Becky antes que la de él durante su estancia en Alemania, Dobbin se marcha disgustado. Vuelve cuando Amelia le escribe y admite sus sentimientos por él, se casa con ella, a pesar de haber perdido gran parte de su pasión por ella, y tiene una hija a la que ama profundamente.

### Jos Sedley
El hermano mayor de Amelia, Joseph "Jos" Sedley, es un "nabab", que hizo una respetable fortuna como recaudador de impuestos en la India. Obeso y egocéntrico pero muy tímido e inseguro, se ve atraído por Becky Sharp pero las circunstancias le impidieron hacerle una proposición. Nunca se casa, pero cuando se encuentra de nuevo con Becky ella lo manipula fácilmente para que se enamore de ella. Jos no es valiente ni inteligente, mostrando su cobardía en la batalla de Waterloo intentando huir y comprando los dos caballos de Becky a un alto precio. Becky lo atrae de nuevo cerca del final del libro y, se insinúa, lo asesina por su seguro de vida.

## Historia de la publicación
Como muchas novelas de la época, La feria de las vanidades fue publicada por entregas antes de que se vendiera en forma de libro; fue impreso en 20 partes mensuales entre enero de 1847 y julio de 1848. Como era práctica habitual, la última parte fue un "número doble" conteniendo las partes 19 y 20.
N.º 1 – Ene 1847	Cap. 1 – 4
N.º 2 – Feb 1847	Cap. 5 – 7
N.º 3 – Mar 1847	Cap. 8 – 11
N.º 4 – Abr 1847	Cap. 12 – 14
N.º 5 – May 1847	Cap. 15 – 18
N.º 6 – Jun 1847	Cap. 19 – 22
N.º 7 – Jul 1847	Cap. 23 – 25
N.º 8 – Ago 1847	Cap. 26 – 29
N.º 9 – Sep 1847	Cap. 30 – 32
N.º 10 – Oct 1847	Cap. 33 – 35
N.º 11 – Nov 1847	Cap. 36 – 38
N.º 12 – Dic 1847	Cap. 39 – 42
N.º 13 – Ene 1848	Cap. 43 – 46
N.º 14 – Feb 1848	Cap. 47 – 50
N.º 15 – Mar 1848	Cap. 51 – 53
N.º 16 – Abr 1848	Cap. 54 – 56
N.º 17 – May 1848	Cap. 57 – 60
N.º 18 – Jun 1848	Cap. 61 – 63
N.º 19/20 – Jul 1848	Cap. 64 – 67
Las partes se parecían a panfletos, y contenían el texto de varios capítulos entre las páginas exteriores de grabados y publicidad. Los xilograbados, que podían colocarse junto con tipos movibles normales, aparecían dentro del texto. La misma ilustración grabada aparecía en la cubierta color amarillo canario de cada parte mensual; este color pasó a ser la firma de Thackeray (como un verde azulado claro era el de Dickens), permitiendo a los viandantes darse cuenta de que había aparecido un nuevo número de Thackeray en un quiosco de libros desde la distancia. La feria de las vanidades fue la primera obra que Thackeray publicó bajo su propio nombre, y fue extremadamente bien recibido en su época. Los números mensuales originales y más tarde la versión unida presentaron las propias ilustraciones de Thackeray, que a veces proporcionan pistas de la trama o imágenes simbólicamente cargadas (un personaje principal mostrado como una sirena comedora de hombres, por ejemplo) a las que el texto no se refiere explícitamente. La mayor parte de las ediciones modernas no reproducen todas las ilustraciones, o las reproducen tan mal que se pierde gran parte del detalle.
Thackeray no pretendía solo que el libro fuera entretenido, sino también instructivo, una intención demostrada a lo largo de la narración del libro y a través de la correspondencia privada de Thackeray. La novela está considerada un clásico de la literatura inglesa, aunque algunos críticos pretenden que tiene problemas estructurales; Thackeray a veces pierde el hilo de la enorme amplitud de su obra, mezclando los nombres de los personajes y pequeños detalles de la trama. El número de alusiones y referencias que contiene pueden hacerlo difícil de seguir a los lectores modernos.

## Significado literario y crítica

### Críticas contemporáneas
Incluso antes de que la última parte de las entregas fuera publicada, los críticos saludaron el trabajo como un tesoro literario. Aunque los críticos fueron superlativos en sus alabanzas, expresaron su disgusto en el constante retrato oscuro de la naturaleza humana, temiendo que Thackeray llevara su sombría metáfora demasiado lejos. En respuesta a sus críticos, Thackeray explicó que veía a la gente en su mayor parte "terriblemente tonta y egoísta". El final nada feliz pretendía inspirar a los lectores a mirar dentro de sí mismos y sus propios defectos.

### Teóricos
El subtítulo, Una novela sin un héroe, es apropiado porque los personajes todos tienen sus defectos en mayor o menor grado; incluso los más simpáticos tienen sus debilidades, por ejemplo el capitán Dobbin, quien tiende a la vanidad y la melancolía. Las debilidades humanas que Thackeray ilustra tienen que ver sobre todo con la codicia, la holgazanería, el esnobismo y las maquinaciones, engaños e hipocresía que lo enmascaran. Ninguno de los personajes es totalmente perverso, aunque las tendencias psicópatas de Becky hacen que ella esté muy cerca. Sin embargo, incluso Becky, que es amoral y astuta, se ve reducida a sus propios recursos debido a la pobreza y su estigma. Es la huérfana hija de un artista pobre. La tendencia de Thackeray de subrayar los defectos de todos los personajes muestra su deseo de un mayor nivel de realismo en su ficción en comparación con la gente bastante poco creíble o idealizada en muchas novelas contgemporáneas.
La novela es una sátira de la sociedad en su conjunto, caracterizada por la hipocresía y el oportunismo, pero no es una novela de reforma; no se sugiere quer los cambios sociales o políticos, o una mayor piedad y reformismo moral podrían mejorar la naturaleza de la sociedad. Así que pinta una vista bastante desolada de la condición humana. Este retrato poco prometedor continúa con el propio papel de Thackeray como un narrador omnisciente, uno de los escritores mejor conocidos por usar esta técnica. Continuamente ofrece apartes sobre sus personajes y los compara a actores y marionetas, pero su desdén alcanza hasta a sus lectores; acusando a todos los que podrían estar interesados en semejantes "ferias de las vanidades" de tener un "humor perezoso, o benevolente o sarcástico".
A menudo se compara la obra con la otra gran novela histórica que abarcan las guerras napoleónicas: Guerra y paz de León Tolstói. Mientras que la obra de Tolstói enfatiza más el detalle histórico y el efecto de la guerra sobre sus protagonistas, Thackeray en lugar de ello usa el conflicto más como un telón de fondo para las vidas de sus personajes. Los acontecimientos trascendentales en el continente no siempre tienen una influencia igualmente importante en los comportamientos de los personajes de Thackeray. Más bien sus defectos tienden a complicarse con el tiempo. Esto contrasta con el poder redentor del conflicto en los personajes de Guerra y paz. Para Thackeray, las guerras napoleónicas en su conjunto pueden verse como una más de las vanidades expresadas en el título.
La sugerencia, cerca del final de la obra, de que Becky puede haber matado a Jos es discutida por John Sutherland en su libro Is Heathcliff A Murderer?: Great Puzzles In Nineteenth-century Fiction ("¿Es Heathcliff un asesino?: grandes misterios en la ficción decimonónica"). Aunque se representa a Becky como persona de un sentido moral altamente dudoso, la idea de que pudiera cometer un asesinato premeditado es todo un paso adelante para el personaje. Thackeray era un fiero crítico de la ficción popular criminal de la época, particularmente la de Edward Bulwer-Lytton. Estos relatos sensacionalistas y misteriosos -conocidos como "novelas de Newgate"— se inspiraba, a veces historias enteras, en páginas del Calendario Newgate. La objeción principal de Thackeray era la glorificación de las hazañas de un criminal; de ahí que parezca extraño que representara a Becky con tal villanía. Su pretensión pudo ser atrapar al lector victoriano con sus propios prejuicios y hacer que piensen lo peor de Becky Sharp incluso cuando ellos no tienen prueba de sus acciones. Esta interpretación no se ve ayudada por el trío de abogados que consigue para defenderla de las reclamaciones, Burke, Thurtell, y Hayes, que reciben sus nombres de destacados asesinos de la época (aunque esto puede haber sido un comentario dirigido contra la profesión legal).
Aunque Thackeray no establece definitivamente si mató o no a Jos, tal desarrollo se mantiene acorde con la tendencia general del desarrollo de personajes en la novela. El tono de La feria de las vanidades parece oscurecer conforme avanza el libro. Al principio de la novela, Becky Sharp es una chica lista que pretende mejorar su posición casándose con alguien más elevado; aunque ella no es nada sentimental, se la retrata de todas formas como buena amiga de Amelia. Al final del libro se da a entender que ha sido una adúltera y una asesina. Amelia comienza como una muchacha amistosa y afectuosa, aunque sentimental e ingenua, pero al final de la historia se la retrata como vacua y superficial. Dobbin aparece al principio como leal y magnánimo, aunque inconsciente sobre su propia valía; al final se le presenta como un tonto trágico, un prisionero de su propio sentido del deber que sabe que está malgastando sus dones con Amelia, pero es incapaz de vivir sin ella. Si Thackeray pretendía o no este cambio de tono cuando empezó a escribir, o si se desarrolló en el curso de la composición de la obra, es una cuestión que no queda fijada. El tono crecientemente sombrío de la novela puede echar atrás a los lectores, conforme los personajes a los que Thackeray—y el lector—al principio mira con simpatía, se demuestra que no son merecedores de tal consideración.
El pèrsonaje de Becky Sharp se basa en parte en la abuela materna de Thackeray Harriet Becher. Ella abandonó a su esposo y a sus hijos cuando se fugó con el capitán Charles Christie. En 1806 poco después de la muerte de Christie y su esposo ella se casó con Edward Butler, otro oficial del ejército. Thackeray vivió con su abuela en París en los años 1830 y de nuevo en el año 1840.

## Adaptaciones de cine, televisión y radio
El libro ha inspirado una serie de adaptaciones:

### Versiones en cine mudo
- 1911: Vanity Fair: dirigida por Charles Kent.
- 1915: Vanity Fair: dirigida por Charles Brabin.
- 1922: Vanity Fair: dirigida por W. Courtney Rowden.
- 1923: Vanity Fair: dirigida por Hugo Ballin.

### Versiones en cine sonoro
- 1932: Vanity Fair: dirigida por Chester M. Franklin y protagonizada por Myrna Loy.
- 1935: Becky Sharp: protagonizada por Miriam Hopkins y Frances Dee, la primera película de largometraje filmada en Technicolor de espectro total.
- 2004: Vanity Fair: dirigida por Mira Nair. Protagonizada por Reese Witherspoon como Becky Sharp y Natasha Little de la miniserie de televisión de 'Vanity Fair' como Lady Jane Sheepshanks. Esta obra reescribe a Becky como un personaje simpático, cuyos defectos son "comprensibles".[5]

### Televisión
- 1967: Vanity Fair: miniserie de la BBC adaptada por Rex Tucker protagonizada por Susan Hampshire como Becky Sharp, por la que recibió un premio Emmy en 1973. Esta versión fue también retransmitida en 1972 en los Estados Unidos en la televisión PBS como parte de Masterpiece Theatre.
- 1987: Vanity Fair: miniserie de la BBC protagonizada por Eve Matheson como Becky Sharp, Rebecca Saire como Amelia Sedley, James Saxon como Jos Sedley y Simon Dormandy como Dobbin.
- 1998: Vanity Fair: miniserie de la BBC protagonizada por Natasha Little como Becky Sharp.
- 2018: Vanity Fair: miniserie de la ITV protagonizada por Olivia Cooke como Becky Sharp.

### Radio
La serie de Orson Welles Campbell Playhouse retransmitió una adaptación de una hora el 7 de enero de 1940 presentando a Helen Hayes y Agnes Moorehead.
La serie de la radio NBC Favorite Story, presentada por Ronald Colman, retransmitió una adaptación de media hora con Joan Loring como "Becky Sharp".
BBC Radio retransmitió una adaptación de la novela por Stephen Wyatt en 2004 protagonizada por Emma Fielding como Becky, Stephen Fry como el Narrador, Katy Cavanaugh como Amelia, David Calder, Philip Fox, Jon Glover, Geoffrey Whitehead como el señor Osbourne, Ian Marsters como el señor Sedley, Alice Hart como Maria Osbourne y Margaret Tyzack como la señorita Crawley (posteriormente re-transmitida en la BBC Radio 7, retitulada BBC Radio 4 Extra, en veinte episodios de quince minutos).